# A u nas byla tišina...
A u nas byla tišina... (А у нас была тишина…) è un film del 1977 diretto da Vladimir Georgievič Šamšurin.

## Trama
Un adulto ricorda la sua infanzia in tempo di guerra. Nella città settentrionale di Zaozerye, nonostante gli anni difficili, la gente ha continuato a vivere, amare, cantare e aspettare notizie dal fronte.